# Maria Antonia de Spania
Maria Antonia Fernanda de Spania (María Antonia Fernanda; 17 noiembrie 1729 – 19 septembrie 1785) a fost infantă a Spaniei și cea mai mică fiică a regelui Filip al V-lea al Spaniei și a Elisabeth Farnese. A fost soția lui Victor Amadeus al III-lea al Sardiniei cu care s-a căsătorit în 1750. A fost mama ultimilor trei regi ai Sardiniei.

## Infantă a Spaniei
S-a născut la Alcázar în Sevilla și a fost fiica cea mică a regelui Filip al V-lea al Spaniei și a celei de-a doua sa  soție, Elisabeth Farnese. S-a născut la Sevilla în timpul semnării Tratatului de la Sevilla (1729) care a sfârșit războiul anglo-spaniol. Și-a petrecut copilăria în orașul nașterii sale înainte de a se muta la Madrid în 1733. A fost botezată cu numele María Antonia Fernanda; Fernanda în onoarea fratelui ei vitreg, atunci moștenitorul tronului. Ca fiică a regelui Spaniei a deținut titlul de infantă a Spaniei.
În dublul plan de căsătorie ea urma să se căsătorească cu Ludovic, Delfin al Franței iar fratele ei, Infantele Filip, urma să se căsătoreasă cu sora Delfinului, Louise Élisabeth a Franței. Mama ei a consimțit la căsătoria din urmă însă a insistat ca Maria Antonia să atingă o vârstă mai matură. 
Mâna infantei a fost solicitată și de prințul elector de Saxonia. Căsătoria dintre Filip și Louise Élisabeth a avut loc în 1739 și în cele din urmă, Delfinul s-a căsătorit în 1745 cu sora mai mare a Mariei Antonia, Infanta Maria Teresa Rafaela. După decesul Mariei Teresa Rafaela în 1746  Ferdinand al VI-lea a încercat s-o logodească pe Maria Antonia cu Delfinul însă ideea a fost respinsă ca incest de Ludovic al XV-lea. În locul ei a fost aleasă Marie-Josèphe de Saxonia.

## Ducesă de Savoia

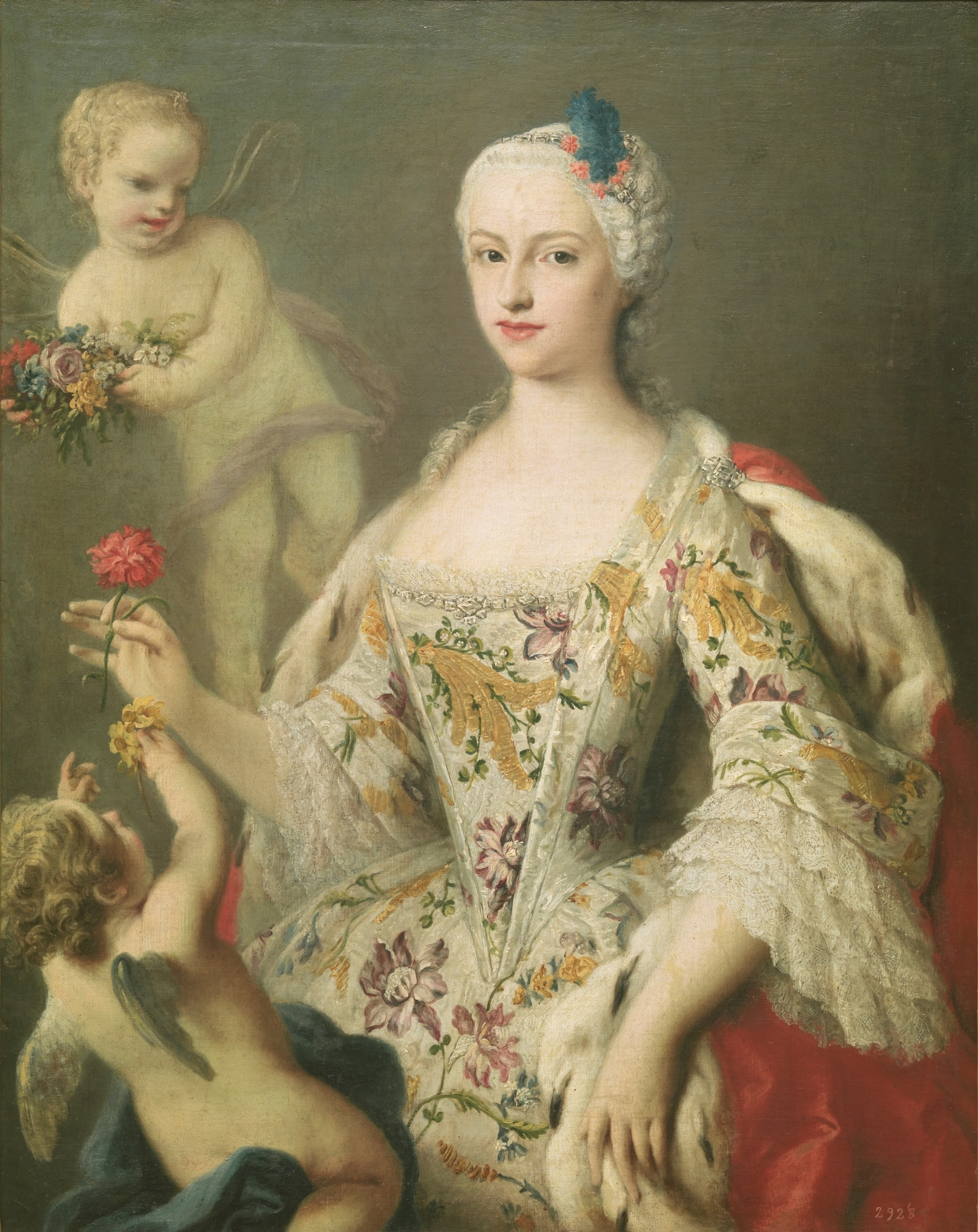
Maria Antonia a Spaniei, ca. 1750.

Maria Antonia s-a căsătorit prin procură la Madrid la 12 aprilie 1750 și în persoană la Oulx la 31 mai 1750   cu Victor Amadeus, Duce de Savoia, fiul cel mare al regelui Carol Emanuel al III-lea al Sardiniei și a celei de-a treia soții, Polixena de Hesse-Rotenburg.
Căsătoria a fost aranjată de fratele vitreg al Mariei Antonia, Ferdinand al VI-lea și a fost folosită pentru consolidarea relațiilor dintre Madrid și Torino; cele două curți luptaseră de părți diferite în timpul războiului de succesiune austriacă. Tratatul de la Aix-la-Chapelle (1748) a încheiat războiul. Ca dar de nuntă, apartamentele noii Ducese de Savoia de la Palatul din Torino au fost remodelate de arhitectul Benedetto Alfieri. 
Maria Antonia a primit o zestre de of 3.500.000 lire piemonteze și posesiunile spaniole din Milano. În Italia ea a fost cunoscută ca Maria Antonietta Ferdinanda. Opere de Baldassare Galuppi au fost compuse special pentru căsătoria ei cu Ducele de Savoia.
Căsătoria a fost nepopulară, însă cuplul a rămas apropiat până la decesul ei. Maria Antonia și Victor Amadeus s-au înconjurat de gânditori moderni și diferiți politicieni. Ea a adus la curtea din Savoia eticheta rigidă de la curtea țării ei natale, Spania. Era religioasă și se spune că era rece și avea o personalitate timidă.
A fost mama a 12 copii dintre care trei au murit de moarte infantilă. Doi dintre copiii ei au avut descendenți. Prin fiul ei Victor Emanuel și fiica ei Maria Teresa Maria Antonia a fost strămoașa dublă a Anei de Parma (soția regelui Mihai I al României) ca și a lui Otto von Habsburg și a lui Henric, Marele Duce de Luxembourg.

## Regină a Sardiniei
După decesul socrului ei Carol Emanuel al III-lea al Sardiniei în 1773, soțul ei i-a succedat sub numele Victor Amadeus al III-lea. A fost prima regină a Sardiniei în peste 30 de ani de la decesul Elisabetei Therese de Lorena în 1741. Fiul ei cel mare Carol Emanuel, Prinț al Piemontului s-a căsătorit în 1773 cu Marie Clotilde a Franței, sora regelui Ludovic al XVI-lea.
Marie Clotilde și Maria Antonia au devenit foarte apropiate. Regina Maria Antonia  a murit în septembrie 1785 la Castelul Moncalieri. A fost înmormântată la biserica Superga. Soțul ei i-a supraviețuit 11 ani.